# Badr bin Sultan Al Saud
Prinz Badr bin Sultan bin Abdulaziz Al Saud (arabisch بدر بن سلطان بن عبد العزيز آل سعود, DMG Badr b. Sulṭān b. ʿAbd al-ʿAzīz Āl Suʿūd; geb. 1980) ist ein saudischer Politiker und Mitglied der Saudi-Dynastie. Er ist ehemaliger Vizegouverneur der Provinz Mekka und ehemaliger Gouverneur der Provinz al-Dschauf.

## Leben
Badr wurde als Sohn des verstorbenen Kronprinzen Sultan geboren. Seine Mutter ist Huda bint Abdullah Al Sheikh. Der Staatsgründer Ibn Saud war sein Großvater. Im Mai 2018 wurde er zum Gouverneur der Provinz al-Dschauf ernannt. Im Dezember desselben Jahres wurde Badr in seinem Amt durch seinen Cousin Faisal bin Nawaf Al Saud ersetzt und stattdessen  zum Vizegouverneur der Provinz Mekka ernannt.
Im Amt des Vizegouverneurs von Mekka wurde er am 13. Dezember 2023 durch seinen Cousin Saud bin Mischal ersetzt.

## Familie
Badr ist mit einer Tochter seines Onkels Ahmed verheiratet.

## Sonstiges
Badr ist eines der Vorstandsmitglieder der Sultan bin Abdulaziz Al Saud Foundation.